# セバスチャン・カボット

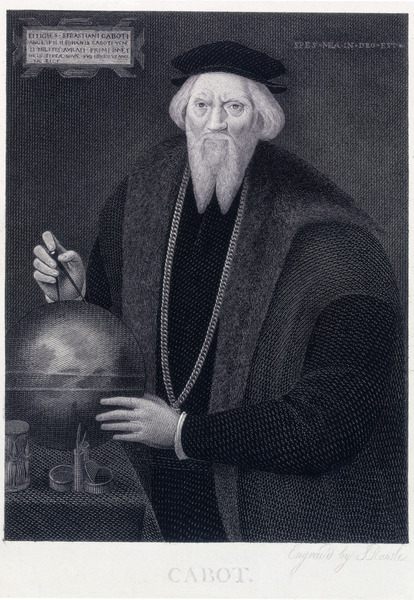
セバスチャン・カボット

セバスチャン・カボット（英: Sebastian Cabot, 伊: Sebastiano Caboto, 1474年頃 - 1557年）は、16世紀のイギリスの航海者。父と共に北アメリカ大陸の発見者に名を連ねる。イタリア語名はセバスティアーノ・カボート。

## 経歴
ヴェネツィアの航海者ジョヴァンニ・カボートの子として生まれる。1484年にイギリスに帰化。1497年には、ブリストルを出航してアジア航路を開拓する船団に参加。父ジョヴァンニは翌1498年の航海途上で亡くなるものの、セバスチャンはその遺志を継ぎ、1508年には北アメリカの東海岸を探検する。そこでは後のハドソン湾、ハドソン海峡を発見し、南北をなぞるようにフロリダまで達した。
しかし、父子ともども庇護を受けたヘンリー7世の死後、後を継いだヘンリー8世が出資に消極的であったためにイギリスでの活動を諦め、1513年に英国王の使節として赴いたスペインにそのまま移住。宮廷に仕えて主席水先案内人の地位を得る。1526年から翌年にかけては南アメリカのラプラタ川流域も探検したが、成果を挙げられずに帰国したためカルロス1世の怒りを買って投獄され、次いでアフリカへと追放された。1533年に赦免された後はイギリスへ戻り、「新しい土地への冒険商人会社」（Company of Merchant Adventurers to New Lands、モスクワ会社の前身で、レバント会社やイギリス東インド会社の先駆者）といった会社の総支配人や製図業者として北極海を通したロシア貿易航路探検隊や北東航路探検隊を組織し晩年を過ごした。